# Beauficel-en-Lyons
Beauficel-en-Lyons è un comune francese di 169 abitanti situato nel dipartimento dell'Eure nella regione della Normandia.

## Società

### Evoluzione demografica
Abitanti censiti